# Maria Lauber
Maria Lauber (* 25. August 1891 in Prasten bei Frutigen; † 4. Juli 1973 ebenda) war eine Schweizer Schriftstellerin, die teilweise auf Hochdeutsch und teilweise im Frutigtaler Dialekt (Berner Oberländisch) schrieb.

## Leben
Maria Lauber, Tochter des Johannes Lauber und der Rosina Susanna Grossen, wuchs in einfachen bäuerlichen Verhältnissen auf, durfte dann aber als einziges der Kinder das Lehrerseminar Monbijou in Bern besuchen. Sie war 1910 bis 1924 Primarlehrerin in Adelboden, in Neuligen bei Eriswil und in Oberried bei Lenk sowie von 1924 bis 1952 an der Unterschule in Kien bei Reichenbach im Kandertal. 1952 wurde sie aus gesundheitlichen Gründen frühpensioniert. Ihr Grab befindet sich auf dem Frutiger Friedhof an einem Ehrenplatz.

## Werk
Lauber schrieb ganz überwiegend im Frutigtaler Dialekt des Berner Oberländischen. Ihre frühen Werke waren heimatkundlicher Natur, später verfasste sie Romane, Erzählungen und Gedichte.
Ihr zweibändiger Roman Chüngold (1950 und 1954; der erste Teil kommentiert neu herausgegeben 2018) ist zwar nicht explizit eine Autobiographie, doch kann man die Protagonistin stark mit der jungen Maria Lauber identifizieren: Der erste Band handelt von «Chüngis» Kindheit von vor deren Geburt bis zum Zeitpunkt, an dem sie die Familie und das Dorf erstmals verlässt, der zweite vom jugendlichen Bergbauernkind, das sich in der Stadt zurechtfinden muss. Es ist der erste Schweizer Mundartroman, der aus einer weiblichen Perspektive heraus erzählt.

## Auszeichnungen
- 1951 Buchpreis der Schweizerischen Schillerstiftung
- 1966 Literaturpreis des Kantons Bern
- 1966 Ehrenbürgerin von Frutigen

## Werke
- Alpen-Legendchen, 1920
- D’ Wyberschlacht uf de Langermatte. Ein Schauspiel aus der Zeit der Sage in 3 Akten, 1922
- Wa Grossatt nug het gläbt. Skizzen über das Brauchtum der Talschaft Frutigen in ihrer Mundart dargestellt, 1939
- Eghi Brügg: Gschichti us em innere Frutigtal, 1942
- Hab Sorg derzue. Sagen aus der Talschaft Frutigen nach mündlicher Ueberlieferung, 1940
- Chüngold (Erzählung), 1950
- Chüngold in der Stadt (Erzählung), 1954
- Mis Tal (Gedichte), 1955
- Bletter im Luft (Gedichte), 1959
- Unter dem gekrönten Adler. Die Talschaft Frutigen, 1961
- (postum:) Frutigdeutsche Wörter und Redensarten, 1984
- Gedichte in Frutiger Mundart (mit Kommentar). 2023

Anthologie:
- Ischt net mys Tal emitts. Maria Lauber (1891–1973). Lesebuch. Hrsg. von der Kulturgutstiftung Frutigland. Zytglogge, Bern 2016.